# Elizabeth Visser
Elizabeth Visser (eigenlijk: Cornelia Elisabeth Visser; ook bekend als: Cornelia Elizabeth s'Jacob-Visser) (Amsterdam, 26 mei 1908 – Haren (Groningen), 3 augustus 1987) was hoogleraar oude geschiedenis aan de Rijksuniversiteit Groningen.

## Familie
Elizabeth Visser werd geboren in Amsterdam als dochter van Cornelis Visser en Clara Ernestine Dirksen. Zij trouwde in 1974 met de jurist Eduard Herman s'Jacob (1905-1987), hoogleraar Nederlands Staatsrecht aan dezelfde Groningse universiteit (1951-1975), lid van het geslacht s'Jacob. Zij hadden geen kinderen.

## Loopbaan
Ze begon eerst aan de HBS en wisselde vervolgens naar het Amsterdams Lyceum, toen onder het rectoraat van Christiaan Pieter Gunning (1886-1960), om daar in de derde klas te beginnen na bijles Grieks en Latijn te hebben gehad. Ze wist vrijwel onmiddellijk dat ze klassieke talen wilde gaan studeren.
Ze ging studeren bij de hoogleraar David Cohen (1882-1967), opvolger van Ursul Philip Boissevain (1855-1930), over wie ze een In Memoriam schreef.
Ze promoveerde op 5 april 1938 aan de Universiteit van Amsterdam op het proefschrift Götter und Kulte im Ptolemäischen Alexandrien (Amsterdam, 1938).
Ze werd in 1947 benoemd in Groningen. Haar leeropdracht was: Oude Geschiedenis, Griekse en Romeinse Oudheden. Ze was de eerste vrouwelijke geschiedenishoogleraar in Nederland en aanvaardde het ambt op 22 november 1947 met de inaugurele rede getiteld Iamboulos en de eilanden van de zon (Groningen, 1947). Ze nam afscheid op 27 januari 1976 met de rede De goede oude tijd (Groningen, 1976).
Ze genoot een zekere bekendheid in de kring van liefhebbers van Louis Couperus door haar werk Couperus, Grieken en barbaren (Amsterdam, 1969).

## Publicaties
Behalve in de tekst en noten genoemde publicaties:
- Het hellenisme (Den Haag, 1946)
- Polis en de stad (Amsterdam, [1947])
- Syracuse weerstaat Athene. Thucydides Historiën, boek VI en VII (Haarlem, 1962)
- Universitas Groningana MCMXIV-MCMLXIV (Redactie, Groningen, 1964-1966)
- Stathmen en parasangen (Groningen, 1964)
- Het beeld van de vrouw in de literatuur (Den Haag, 1967 en 1979²)
- Geschiedschrijving in Hellas (Groningen, 1974)
- Democratie in Hellas (Groningen, 1975)